# Barbus neumayeri
Barbus neumayeri es una especie de peces de la familia de los Cyprinidae en el orden de los Cypriniformes.

## Morfología
Los machos pueden llegar alcanzar los 11,8 cm de longitud total.

## Hábitat
Es un pez de agua dulce.

## Distribución geográfica
Se encuentra en los lagos Tanganica,  Victoria y  Basuto, y en el río Semliki (África).